# Wilhelmstraße 52 (Heilbronn)

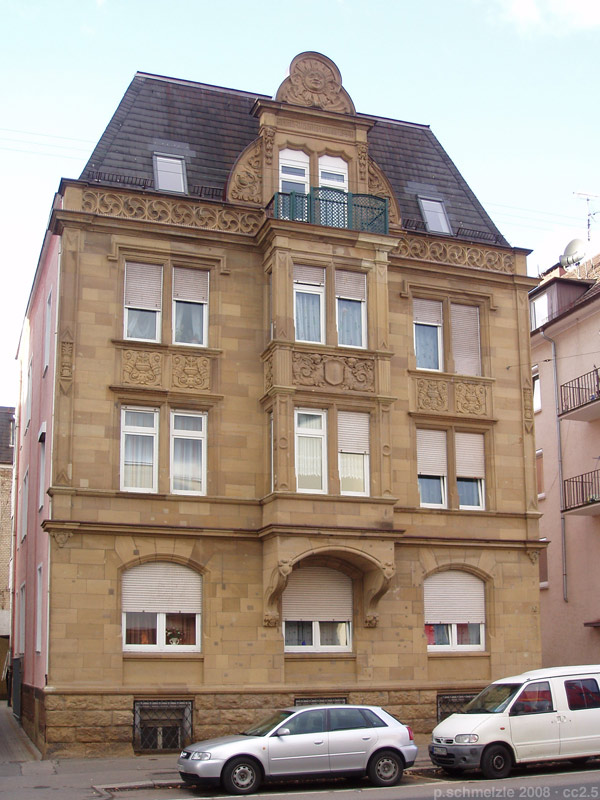
Haus Wilhelmstraße 52

Das Haus Wilhelmstraße 52 ist ein historisches Gebäude in Heilbronn, das unter Denkmalschutz steht.

## Beschreibung
Das Gebäude wurde 1898/1901 als Wohn- und Geschäftshaus erbaut. Die Entwürfe lieferte der Heilbronner Architekt August Dederer. Das dreigeschossige Gebäude wird durch drei Fensterachsen mit Zwillingsfenstern gegliedert, wobei die mittlere Fensterachse besonders betont wird. Dies geschieht durch einen mittigen Giebel und in der Mitte der Fassade durch einen zweigeschossigen Erker, der mit einem Balkon gekrönt ist. Aufwändige kunsthandwerkliche Bauplastik ist auf den Brüstungsfeldern der Beletage, im geschwungenen Giebel und der Attika zu sehen.
Das Haus gehörte 1950 dem Schlossermeister Wilhelm Hauß, der in der Wilhelmstraße 52/1 seine Werkstatt hatte. Die Geschäftsräume im Erdgeschoss nutzte Wäsche-Pemsel, im Untergeschoss hatte der Schuhmacher Eugen Kübel seine Werkstatt. 1961 hatte der Kinderarzt Werner Sauer seine Praxis im ersten Stock.